# Principado de Cápua
O Principado de Cápua (em latim: Principatus Capuae/Capue) foi um Estado lombardo no sul da península Itálica, usualmente  de facto independente, mas sob vários graus de suserania no Sacro Império Romano-Germânico e no Império Bizantino. Era originalmente um gastaldato, depois um condado, sob domínio do Principado de Salerno.